# Herodes den Store
 For alternative betydninger, se Herodes. (Se også artikler, som begynder med Herodes)
Herodes den Store (ca. 73 f.Kr. til 4 f.Kr.) var en jødisk konge, som regerede i Iudaea (det nuværende Israel) fra 37 f.Kr. til sin død.
Herodes blev af sin far Antipater udnævnt til guvernør over Galilæa som 25-årig. Efter Antipaters død blev Herodes udpeget til konge af Det romerske Senat. Under Herodes' besøg i Rom ofrede han til Roms guder på Kapitol. Herodes fik først fuld kontrol over sit kongerige i 37 f.Kr. og fik snart udryddet de sidste Makkabæere. I sin regeringstid anlagde han den store dybvandshavn Caesarea Maritima i det nordlige Iudaea, borgen Masada ved Dødehavet, et vinterpalads i Jericho, det nordlige Sebastefort og Herodium, hans kongepalads, regeringscenter og gravmonument. Herodes stod også for en imponerende ombygning og udvidelse af Templet i Jerusalem.
Herodes døde i år 4 f.Kr., og riget blev delt i tetraker mellem de hans sønner Herodes Arkhelaos, Herodes Antipas og Herodes Philip 2.
Herodes er en af dem fra oldtiden, hvis liv er allerbedst belyst. Den jødiske historiker Josefus har skrevet tre bøger om Herodes. Han var kendt som en grusom tyran, der først lod sin kone Mariamme henrette og siden tre af sine sønner Alexander, Aristobulus og Antipater ifølge Josefus på mistanke om sammensværgelse.
Ifølge Matthæusevangeliet kap. 2 stod Herodes bag et barnemordet i Betlehem i et forsøg på at udrydde Jesus, da han havde hørt om en udvalgt konges fødsel. Det kendte tidens historikere og de øvrige evangelier ikke noget til. Barnemordet tjener hos Matthæus til at vise, at Jesus er den nye Moses, og det svarer til 2. Mosebogs beretning om barnemordet i Ægypten og flugten (i 2. Mosebog fra Ægypten, hos Matthæus til Ægypten).
Den 7. maj 2007 bekendtgjorde et hold arkæologer under ledelse af professor Ehud Netzer fra det Hebraiske Universitet, at de havde fundet Herodes' grav.
Kaj Munks skuespil En idealist handler om Herodes og Mariamme.